# Pilea polyclada
Pilea polyclada är en nässelväxtart som beskrevs av Ignatz Urban. Pilea polyclada ingår i släktet pileor, och familjen nässelväxter. Inga underarter finns listade i Catalogue of Life.